# زاینس بانکورپوریشن
زاینس بانکورپوریشن (انگلیسی: Zions Bancorporation) شرکت خدمات مالی و بانکداری آمریکایی است، که در سال ۱۸۷۳ توسط بریگم یانگ تأسیس شد.